# Red Dean
«Рэд дин» (англ. Red Dean [red di:n] «красный диакон») — британская тяжелая управляемая ракета класса «воздух-воздух» с активной радиолокационной головкой самонаведения (АРЛГСН), разрабатывавшаяся в 1950-х годах фирмой «Виккерс-Армстронг», однако разработка была прекращена до её завершения. Ракетой предназначалась для поражения бомбардировщиков противника, и ей предполагалось оснастить всепогодные перехватчики «Джевлин».
Ироничное название ракеты «красный диакон» было выбрано в честь Хьюлетта Джонсона — христианского социалиста и горячего поклонника Советского Союза, который до конца своей жизни в 1966 г. был бессменным диаконом Кентерберийского собора, которого пресса называла «красным диаконом кентерберийским».
Разработка была прекращена вместе с тонкокрылым «Джевлин»'ом в 1956 году. Несколько меньшая версия была кратко рассмотрена под названием «Red Hebe».

## История
В 1951 году разработка всеракурсной ракеты «Рэд хок» разрабатывавшейся по эксплуатационным требованиям OR.1056 (англ. Operational Requirements, разделилась на 2 направления:
1. Разработку ракеты оснащённой тепловой ГСН имеющей «радужный код» Blue Jay в соответствии с OR.1117,
2. Разработку всеракурсной ракеты Red Dean по эксплуатационным требованиям OR.1105, оснащённой активной радилокационной ГСН непрерывного излучения работающей в X-диапазоне[4] (такой ГСН предполагалось также оснастить разрабатываемую тактическую ядерную противокорабельную ракету Green Cheese[5]).

Разработка Red Dean была поручена компании Фолланд Эйркрафт (англ. Folland Aircraft). Однако, с самого начала проектирования у Фолланд Эйркрафт выявился ряд проблем с превышением габаритов и массы ракеты над заданными (первоначально предполагалось создать 670-фунтовую (304 кг) ракету), не говоря уже о перерасходе средств отведённых на проект и технологических проблемах с разработкой АРЛГСН. Вскоре, Фолланд сочла невозможным продолжение работ по проекту Red Dean и в 1951 вышла из проекта. 26 марта 1953 года Министерство снабжения (англ. Ministry of Supply) передало контракт на разработку компании «Виккерс», где проект получил внутреннее обозначение Vickers Type 888. Помимо «Виккерс», как генеральный подрядчик, к работе в качестве субподрядчиков были привлечены компании: «Смитс эйркрафт инструментс» — ответственная за систему инерциальной навигации (автопилот ракеты); «Электрик-энд-мьюзикл индастриз» (EMI) — неконтактный датчик цели и предохранительно-исполнительный механизм; и британский филиал «Дженерал электрик» (GEC) — радиолокационная головка самонаведения.
Разработке предшествовало создание испытательного снаряда WTV5 (англ. W... Test Vehicle 5), который использовался для совершенствования аэродинамики и отработки РДТТ « Баззэд» (Buzzard) и «Фэлкон» (Falcon) созданных Королевским научно-производственным объединением взрывчатых и реактивных материалов и изготовленных «Бристол-Аэроджет».
Увеличенному в габаритах и массе варианту Red Dean от «Виккерс» повезло не больше, чем проекту «Фолланд». Процесс проектирования также был усеян многочисленными проблемами, в числе основных из них были продолжающиеся проблемы с активной РЛГСН (за что над конструкторами «Дженерал электрик» нередко издевались на многочисленных совещаниях) и как следствие, нарастающие проблемы с размерностью и массой ракеты. А это, в свою очередь, сильно снижало летно-технические характеристики изделия в целом, которые и так были удручающе низки для такой крупной ракеты. Слабые характеристики ГСН, вызывали необходимость размещения на ракете боевой части более высокой мощности, что по нарастающей усугубляло проблемы с весом, пока конструктивные ограничения, присущие лёгкосплавным конструкциям не сделали ракету непригодной для использования в составе сверхзвуковых перехватчиков.
Испытания ракеты проводились на модифицированном бомбардировщике «Канберра» в варианте Short SC.9 возле Висли (англ. Wisley), однако стрельбовых испытаний ракет не проводилось.
Основным носителем для Red Dean предполагалось использовать модификацию перехватчика Gloster Javelin с «тонким крылом» — Gloster P.376 Thin Wing Javelin, разработка которого шла параллельно ракете в соответствии с требованиям OR.328. Однако, в 1956 году работы по перехватчику были прекращены и вслед за ним, в июне 1956 года прекращены работы по ракете Red Dean.

## Тактико-технические характеристики
- Длина: 4,9 м (16 футов)
- Масса: 603 кг (1330 фунтов)
- Боевая часть: 45 кг (100 фунтов) осколочно-фугасная
- Дальность: 6 км (3,8 мили)
- Потолок: 1524-15 240 м (5000-50 000 футов)
- Скорость: 2,2 М
- Двигательная установка:
  - «Buzzard»[10]
    - Длина ДУ — 2,5 м
    - Диаметр ДУ — 0,25 м
    - Масса ДУ — 99 кг
    - Реактивная тяга ДУ — 30 кН

  - «Falcon»[10]
    - Длина ДУ — 2,5 м
    - Диаметр ДУ — 0,273 м
    - Масса ДУ — 104,8 кг
    - Реактивная тяга ДУ — 62,3 кН

## Где можно увидеть
Экземпляр ракеты Red Dean можно увидеть в Косфордском музее Королевских ВВС (англ. Royal Air Force Museum Cosford) в графстве Шропшир.